# Brighton (Ontario)
Brighton es un municipio canadiense situado en la provincia de Ontario.

## Superficie
Brighton tiene una superficie de 244,6 km².

## Demografía
En 2021, tenía 7096 habitantes, una densidad poblacional de 29 hab./km², y 5392 viviendas.